# SM UB-1
SM UB-1 – niemiecki okręt podwodny typu UB I z okresu I wojny światowej. Wszedł do służby w Kaiserliche Marine 29 stycznia 1915 roku. 4 czerwca 1915 roku został przekazany Kaiserliche und Königliche Kriegsmarine, gdzie otrzymał oznaczenie SM U-10. Przetrwał wojnę do chwili przekazania Włochom jako część reparacji wojennych w listopadzie 1918 roku.

## Historia
Zamówienie na pierwszy okręt typu UB I zostało złożone w stoczni Germaniawerft 15 października 1914 roku. Okręt został zwodowany 22 stycznia 1915 roku, wszedł do służby 29 stycznia. W marcu 1915 roku podjęto decyzję o przekazaniu Austro-Węgrom 5 okrętów typu UB I. UB-1 został rozebrany i przewieziony koleją do Puli.  
Po ponownym złożeniu i wodowaniu został wcielony 4 czerwca 1915 roku w skład Kaiserliche und Königliche Kriegsmarine. Podczas prób morskich 26 czerwca udało mu się zatopić włoski kuter torpedowy. W lipcu 1918 roku wszedł na minę i doznał poważnych uszkodzeń. Został przeholowany do portu w Trieście w celu dokonania napraw, których jednak nie przeprowadzono do końca wojny.
Po podpisaniu rozejmu w Compiegne i zaprzestaniu działań wojennych okręt został przekazany Regia Marina. Został złomowany w 1920 roku.